# Kurigalzu I
Kurigalzu I  was een Kassitische koning van Karduniaš  ca. 1400 v.Chr.- 1375 v.Chr.
Kurigalzu I was de zoon en opvolger van Kadašman-Harbe I en hij heeft in sterke mate bijgedragen tot het herrijzen van Bebyloni het Kassietenkoninkrijk. 
Veel van wat we weten van deze koning komt uit een document "de autobiografie van Kurigalzu". Hiervan is in het verleden vermoed dat het een latere vervalsing zou zijn van de hand van de priesters van Uruk, maar latere onderzoekers zien weinig redenen om het niet als authentiek te zien, temeer omdat er ander materieel bewijsmateriaal is dat de inhoud deels onderbouwt.
.
Van Kurigalzu I is bekend dat hij een uitgebreid bouwprogramma heeft uitgevoerd. Het meest bekende feit uit zijn regeerperiode is de bouw van Dur-Kurigalzu (de nieuwe hoofdstad van het Babylonische rijk der Kassieten). Hij was de stichter van deze nieuwe stad op een plaats waar voorheen een zekere nederzetting Parsâ gelegen was, waarvan verder niets bekend is. Mogelijk was het maar een onbetekend dorpje. De nieuwe hoofdstad is naar hem genoemd en dit was eigenlijk al sinds 1906 op basis van een tablet uit Nippur bekend, maar dit tablet was jarenlang weer in de vergetelheid verzonken. De stad bezat een monumentale ziggoerat, drie tempels en een paleis voor de Kassitische vorsten (aangezien er ook een beeld van Kurigalzu II is gevonden). De ziggoerat was opgebouwd uit lagen (ongebakken) tichel, afgewisseld met lagen rietmatten met bitumen.
 De prinselijke Igigi-goden verzameld en verheerlijkt...
In het land van Karanduniaš bouwden de grote goden Dut-Kurigalzu
In Babylon, de zetel van de Kassietenkoning, de oerstad, het vast fundament
in de tempel van Shumaliya en Shuqamuna, de grote goden
verheerlijkten zij zijn gezag, voorzagen zij hem met een stralende aura, rites van koningschap, Kurigalzu (uitroepend tot:) koning van de wereld, wijze koning!
Zelfs in de 21e eeuw zijn de ruïnes van de nieuwgestichte stad nog indrukwekkend genoeg dat er mensen geweest zijn die ze aanzagen voor de resten van de Toren van Babel uit de Bijbel. Administratieve teksten spreken van een weelde aan vakmanschap in zeldzame materialen en weefsels en er zijn aanwijzingen van internationale contacten. Het is duidelijk dat Kurigalzus rijk een periode van welvaart meemaakte en dat hij veel rijkdommen vergaard had.
Ook verfraaide hij andere steden (zoals Ur) met monumenten, en herbouwde hij enkele steden. In veel sted zijn inscripties van ene Kurigalzu gevonden die best van hem kunnen stammen, maar in sommige gevallen is het niet mogelijk om uit te sluiten dat het om Kurigalzu II gaat.
Hij zou een Kanaänitische opstand tegen de Egyptische farao Amenhotep III verijdeld hebben door zijn steun te weigeren (althans volgens zijn kleinzoon). Het schijnt dat tijdens zijn bewind de betrekkingen met Egypte heel nauw geweest zijn.
Kurigalzu I werd opgevolgd door zijn zoon Kadašman-Enlil I.